# Чаттахучи (округ)
Чаттаху́чи (англ. Chattahoochee County) — округ штата Джорджия, США. Население округа на 2010 год составляло 11 267 человек. Административный центр округа — город Куссита.

## История
Округ Чаттахучи основан 13 февраля 1854 года.

## География
Округ занимает площадь 650 км² (251 миля²).

## Демография
Согласно Бюро переписи населения США, в округе Чаттахучи в 2000 году проживало 14 882 человек. Плотность населения составляла 23,1 человек на квадратный километр.